# Antsiranana (provins)
Antsiranana (franska samt malagassiska Antsiranana eller Diego-Suarez) var en av Madagaskars sex provinser och låg i norra delen av landet. Provinsens huvudstad var Antsiranana. Med en befolkning på 1 188 425 personer år 2001, och en yta på 43 406 kvadratkilometer hade provinsen en befolkningstäthet på 27,4 invånare per kvadratkilometer 2001, vilket gav den en fjärdeplats jämfört med Madagaskars övriga provinser i befolkningstäthet. Enligt en författningsändring etablerades en ny administrativ indelning utan provinser från oktober 2009.
Provinsen gränsade till provinserna Mahajanga i sydväst och Toamasina i sydöst.

## Administrativ indelning
Ansiranana var uppdelad i två regioner (faritra), som överordnades provinsen när denna upplöstes 4 oktober 2009. Regionerna var uppdelade i sammanlagt nio distrikt (Fivondronana):
- Diana
  - Ambanja
  - Ambilobe
  - Antsiranana I
  - Antsiranana II
  - Nosy Be
- Sava
  - Andapa
  - Antalaha
  - Sambava
  - Vohemar